# Ralph Hasenhüttl
Ralph Hasenhüttl (* 9. srpna 1967 Štýrský Hradec) je rakouský profesionální fotbalový trenér a bývalý fotbalový útočník, který naposledy trénoval anglický klubu Southampton FC.

## Klubová kariéra
Hasenhüttl, který se narodil ve Štýrském Hradci, zahájil svou kariéru v klubu z rodného města GAK, kde debutoval v sezóně 1985/86. V roce 1989 přestoupil do Austrie Vídeň, s nímž vyhrál tři bundesligové tituly po sobě a další dva rakouské poháry. V roce 1994 se přesunul do Austrie Salcburk, kde získal další bundesligový titul i rakouský superpohár. V roce 1996 Hasenhüttl přestoupil do zahraničí, a to prostřednictvím hostování v Mechelenu a Lierse v Belgii. V sezóně 1998/99 podepsal smlouvu s 1. FC Köln za poplatek za přestup ve výši 200 000 euro. Za dva roky v Kolíně nad Rýnem však vstřelil pouze tři góly a v roce 2000 se přestoupil do SpVgg Greuther Fürth.
Hasenhüttl ukončil svou kariéru v rezervním týmu Bayernu Mnichov.

## Reprezentační kariéra
Hasenhüttl nastoupil do osmi zápasů v národním týmu a vstřelil tři góly.

## Trenérská kariéra

### SpVgg Unterhaching
V letech 2004 až 2005 působil Hasenhüttl jako trenér mládeže ve SpVgg Unterhaching. Po vyhození Harryho Deutingera v březnu 2007 se stal dočasným manažerem až do jmenování Wernera Loranta, pod nímž pracoval jako asistent trenéra. 4. října 2007 se Hasenhüttl stal hlavním trenérem. Unterhaching skončil v této sezóně na šestém místě.
V sezóně 2008/09, v nově vytvořené 3. lize, se tým usadil na čtvrtém místě v tabulce a postupové play-off jim uteklo o jeden bod. V sezóně 2009/10 nedokázali navázat na úspěch z minulého ročníku a v 24 zápasech získali pouhých 31 bodů, což mělo za následek vyhození Hasenhüttla 22. února 2010.

### VfR Aalen

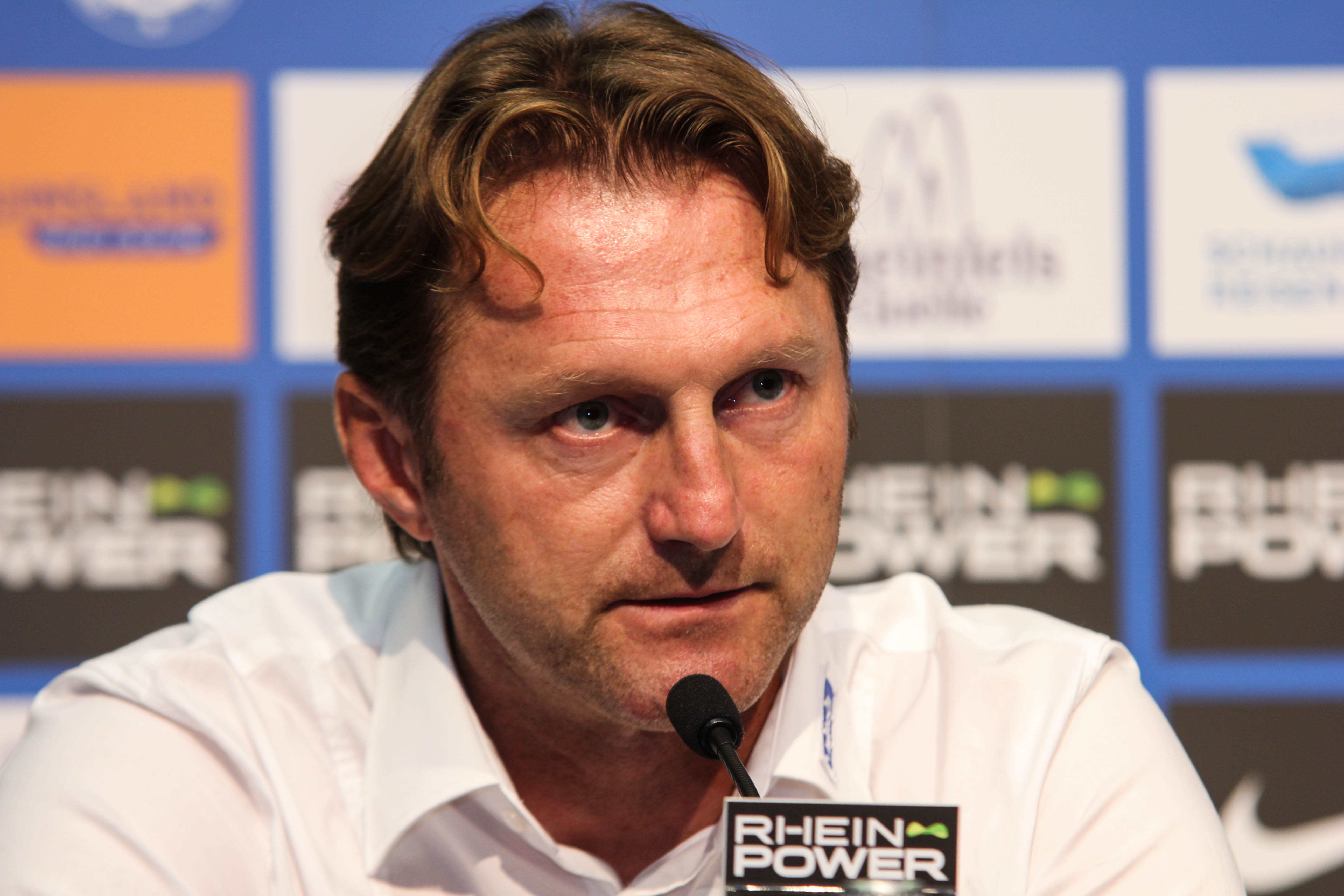
Hasenhüttl with VfR Aalen in August 2012

V lednu 2011 nahradil Hasenhüttl Rainera Scharingera na postu trenéra VfR Aalen. Díky udržení týmu ve 3. lize mu byla prodloužena smlouva o jeden rok. Před sezónou 2011/12 kompletně přestavěl tým, přivedl osm nových hráčů, klub naopak opustilo hráčů čtrnáct. Po nepřesvědčivém začátku sezóny se tým v zimní přestávce ocitl na šestém místě, jen o bod za pozicí zajišťující postupové play-off. Forma týmu se stupňovala v druhé polovině sezóny. Po sérii osmi vítězných zápasů v řadě, podepsal Hasenhüttl v listopadu 2011 další prodloužení smlouvy, a to o dva roky. Na konci sezóny skončil Aalen na druhém místě a zajistil si tak postup do 2. bundesligy.
Během předsezónního tréninku v létě 2012 dostal Hasenhüttl infekci hantaviry. Na lavičku se vrátil až ve třetím týdnu sezóny 2012/13. Hasenhüttl přešel z formace 4–4–2 na 4–5–1 a v zimní přestávce byl Aalen na pátém místě. Tým dokončil sezónu na devátém pozici. Po dvou a půl letech v Aalenu Hasenhüttl rezignoval v červnu 2013, když Aalen opustil hlavní sponzor a sportovní ředitel Markus Schupp. Několik důležitých hráčů odešlo a klub si nemohl finančně dovolit jejich náhradu.

### FC Ingolstadt 04
V říjnu 2013 se Hasenhüttl stal trenérem Ingolstadtu 04, po odchodu Marca Kurze. Ve své první sezóně se klub dostal ze sestupových příček 2. bundesligy na desáté místo. V sezóně 2014/15 dokázal Hasenhüttlův tým 2. bundesligu vyhrát a poprvé postoupit do Bundesligy. V sezóně 2015/16 se mu podařilo zajistit udržení klubu v nejvyšší soutěži, když skončil na 11. místě. Rozhodl se ale neprodloužit s klubem smlouvu.

### RB Leipzig
Dne 1. července 2016 se stal hlavním trenérem RB Leipzig, které nově postoupilo do Bundesligy. Hassenhüttl dovedl Lipsko v první sezóně na 2. místo v lize. V následující sezóně klub skončil na 6. místě a Hasenhüttl požádal o ukončení jeho smlouvy, nahradil jej bývalý trenér Hoffenheimu Julian Nagelsmann. V květnu 2018 Hasenhüttl opustil RB Lipsko.

### Southampton
Dne 5. prosince 2018 byl Hasenhüttl jmenován novým manažerem anglického Southamptonu, po vyhazovu Marka Hughese se stal se prvním rakouským manažerem v Premier League. V době příchodu byl Southampton na sestupové pozici, jeden bod od udržení. Na lavičce debutoval při porážce 0:1 proti Cardiffu City, tři dny po jeho jmenování. Sezónu zakončili na 16. místě, zajišťující záchranu.
Hasenhüttlovům tým utrpěl 25. října 2019 domácí prohru 9:0 proti Leicesteru City. Jednalo se o nejvyšší porážku v historii Premier League na domácí půdě; Hasenhüttl se za výsledek omluvil fanouškům.
V červnu 2020 podepsal novou smlouvu v klubu do roku 2024. Přesto, že se začátkem listopadu Southampton nacházel v sestupové zóně, zakončil sezónu 11. příčce. Zisk 52 bodů byl klubovým nejvyšším od sezóny 2015/16 a Hasenhüttl získal ocenění pro trenéra měsíce za červenec 2020.
Southampton zahájil sezónu 2020/21 slibně a počátkem listopadu krátce vedl tabulku Premier League. Navzdory úspěšnému začátku sezóny utrpěl Southampton 2. února 2021 druhou porážku 9:0, tentokráte proti Manchesteru United na stadionu Old Trafford.

## Statistiky
K 11. květnu 2021
| Klub               | Od               | Do              | Statistiky | Statistiky | Statistiky | Statistiky | Statistiky | Ref.                        |
| Klub               | Od               | Do              | Zápasy     | Výhry      | Remízy     | Prohry     | Výhry %    | Ref.                        |
| ------------------ | ---------------- | --------------- | ---------- | ---------- | ---------- | ---------- | ---------- | --------------------------- |
| SpVgg Unterhaching | 4. října 2007    | 22. února 2010  | 88         | 40         | 20         | 28         | 45,45      | [ 3 ] [ 25 ] [ 26 ] [ 7 ]   |
| VfR Aalen          | 3. ledna 2011    | 8. června 2013  | 93         | 36         | 28         | 29         | 38,71      | [ 8 ] [ 27 ] [ 28 ] [ 29 ]  |
| Ingolstadt 04      | 7. října 2013    | 30. června 2016 | 95         | 36         | 34         | 25         | 37,89      | [ 12 ] [ 30 ] [ 31 ] [ 32 ] |
| RB Leipzig         | 1. července 2016 | 16. května 2018 | 83         | 40         | 19         | 24         | 48,19      | [ 13 ] [ 33 ]               |
| Southampton        | 5. prosince 2018 | Současnost      | 110        | 41         | 23         | 46         | 37,27      | [ 16 ] [ 34 ]               |
| Celkem             | Celkem           | Celkem          | 469        | 193        | 124        | 152        | 41,15      |                             |

## Ocenění

### Hráčské

#### Klubové

##### Austria Vídeň
- Rakouská Bundesliga: 1990/91, 1991/92, 1992/93
- ÖFB-Cup: 1991/92, 1993/94

Austria Salzburg
- Rakouská Bundesliga: 1994/95
- ÖFB-Supercup: 1995

### Trenérské

#### Klubové

##### FC Ingolstadt 04
- 2. Bundesliga: 2014/15

#### Individuální
- Trenér měsíce Premier League: Červenec 2020